# Черевковское сельское поселение
Черевко́вское сельское поселение или муниципальное образование «Черевковское» — муниципальное образование со статусом сельского поселения в Красноборском муниципальном районе Архангельской области.
Соответствует административно-территориальным единицам в Красноборском районе — Черевковскому сельсовету и Ляховскому сельсовету (с центром в деревне Емельяновская).
Административный центр — деревня Черевково.

## География
Черевковское сельское поселение находилось на севере Красноборского района Архангельской области. На юге граничило с Телеговским сельским поселением, на севере — с Федьковским сельским поселением Верхнетоемского района. Выделяются притоки Северной Двины: Пивковка, Ериха, Лудонга, Тядема, Ракулка.

## История
Муниципальное образование было образовано в 2004 году.
Ранее, эта территория входила в состав Черевковского района, Сольвычегодского и Красноборского уездов. В 1948 году на реках Лудонга и Тядема были построены ГЭС.

## Население
| 2010  | 2011  | 2012  | 2013  | 2014  | 2015  | 2016  | 2017  | 2018  |
| ----- | ----- | ----- | ----- | ----- | ----- | ----- | ----- | ----- |
| 2823  | ↘2814 | ↘2703 | ↘2654 | ↘2638 | ↘2552 | ↘2486 | ↘2440 | ↘2389 |
| 2019  | 2020  | 2021  | 2023  |       |       |       |       |       |
| ↘2337 | ↘2319 | ↘2110 | ↘2042 |       |       |       |       |       |

## Состав сельского поселения
В состав сельского поселения входят 87 населённых пунктов.
| №  | Населённый пункт     | Тип     | Население |
| -- | -------------------- | ------- | --------- |
| 1  | Аверкиевская         | деревня | ↘12       |
| 2  | Аксиньинская         | деревня | ↘13       |
| 3  | Алексеевская         | деревня | ↘19       |
| 4  | Алферовская          | деревня | ↘10       |
| 5  | Андреевская          | деревня | ↘111      |
| 6  | Астафьевская         | деревня | ↘20       |
| 7  | Байны                | деревня | ↘3        |
| 8  | Блешково Верхнее     | деревня | ↗19       |
| 9  | Большая Алешинская   | деревня | ↘7        |
| 10 | Большая Вахневская   | деревня | ↘1        |
| 11 | Большая Клецовская   | деревня | ↘22       |
| 12 | Большая Кузьминская  | деревня | ↘34       |
| 13 | Большая Шадринская   | деревня | ↘68       |
| 14 | Большое Мурашкино    | деревня | ↘4        |
| 15 | Борисовская          | деревня | ↘5        |
| 16 | Бородинская          | деревня | ↘1        |
| 17 | Верхнее Мышино       | деревня | ↘15       |
| 18 | Верхняя Сергиевская  | деревня | ↘104      |
| 19 | Гавриловская         | деревня | ↘10       |
| 20 | Григорьевская        | деревня | ↘12       |
| 21 | Гришинская           | деревня | ↘6        |
| 22 | Гришки-Кубино        | деревня | →0        |
| 23 | Гурьевская           | деревня | ↘6        |
| 24 | Давыдовская          | деревня | →0        |
| 25 | Даньковская          | деревня | ↗18       |
| 26 | Демьяновская         | деревня | ↘75       |
| 27 | Дмитриевская         | деревня | ↘6        |
| 28 | Дорожинская          | деревня | ↘8        |
| 29 | Емельяновская        | деревня | ↘82       |
| 30 | Емельяновская        | деревня | ↘19       |
| 31 | Ермолинская 1-я      | деревня | ↗27       |
| 32 | Ермолинская 2-я      | деревня | ↗18       |
| 33 | Завал                | деревня | ↘32       |
| 34 | Заполье              | деревня | ↘3        |
| 35 | Звягинская           | деревня | ↗7        |
| 36 | Золотая Гора         | деревня | ↘6        |
| 37 | Ивашково             | деревня | ↘13       |
| 38 | Карповская           | деревня | ↘8        |
| 39 | Козулинская          | деревня | ↘41       |
| 40 | Красная Веретья      | деревня | ↘2        |
| 41 | Куртяевская          | деревня | ↘12       |
| 42 | Кучковская           | деревня | ↘0        |
| 43 | Леонтьевская         | деревня | ↘5        |
| 44 | Лукинская            | деревня | ↘10       |
| 45 | Ляховская            | деревня | #Н/Д      |
| 46 | Максимовская         | деревня | ↘5        |
| 47 | Михалевская          | деревня | ↘3        |
| 48 | Муравинская          | деревня | ↗9        |
| 49 | Нагорье              | деревня | ↘12       |
| 50 | Наумовская           | деревня | ↘13       |
| 51 | Наумцево             | деревня | ↘16       |
| 52 | Нижняя Анисимовская  | деревня | ↘12       |
| 53 | Нижняя Давыдовская   | деревня | ↘65       |
| 54 | Носыревская          | деревня | ↘15       |
| 55 | Овсянниковская       | деревня | ↗76       |
| 56 | Осоргинская          | деревня | ↗27       |
| 57 | Пахомовская          | деревня | ↘14       |
| 58 | Пономаревская        | деревня | ↘31       |
| 59 | Романцево            | деревня | →27       |
| 60 | Савельевская         | деревня | →0        |
| 61 | Савинская            | деревня | ↘18       |
| 62 | Савинская            | деревня | ↘23       |
| 63 | Сакулинская          | деревня | ↘174      |
| 64 | Свистуновская        | деревня | ↘52       |
| 65 | Семёновская          | деревня | ↘12       |
| 66 | Ситковская           | деревня | ↘25       |
| 67 | Степановская         | деревня | ↘10       |
| 68 | Стрелинская          | деревня | ↘42       |
| 69 | Суслоновская         | деревня | ↘10       |
| 70 | Сысоевская           | деревня | ↘4        |
| 71 | Тарново              | деревня | →4        |
| 72 | Тереховская          | деревня | ↘5        |
| 73 | Тимошинская          | деревня | ↘16       |
| 74 | Труфановский Починок | деревня | ↘28       |
| 75 | Тюкари               | деревня | ↘2        |
| 76 | Ульяновская          | деревня | ↘10       |
| 77 | Филипповская         | деревня | ↘4        |
| 78 | Филипповская 1-я     | деревня | →0        |
| 79 | Фоминская            | деревня | ↘19       |
| 80 | Фоминская            | деревня | ↘54       |
| 81 | Харино               | деревня | →44       |
| 82 | Холмовская           | деревня | ↘5        |
| 83 | Черевково            | село    | ↘1005     |
| 84 | Череменинская        | деревня | ↘12       |
| 85 | Шалаевская           | деревня | ↗16       |
| 86 | Шелкудиновская       | деревня | →0        |
| 87 | Якушевская           | деревня | ↘1        |